# Onthophagus macrothorax
Onthophagus macrothorax là một loài bọ cánh cứng trong họ Bọ hung (Scarabaeidae).